# Tomas Rajnai
Tomas Rajnai, född 19 juli 1979 i Stockholm, är en svensk regissör, curator och radiojournalist.

## Biografi
Tomas Rajnai examinerades från den Internationella curatorutbildningen på Stockholms Universitet 2008 och tog sedan sin examen från Stockholms dramatiska högskolas radiolinje 2013. Dessförinnan har han drivit tidningarna ODD Magazine och ODD at large, arrangerat den alternativa modemässan +46 samt arbetat som curator på SHOWstudio i London.   
Efter sin examen grundade han Osynliga Teatern tillsammans med Jens Nielsen.  Han gjorde regidebut på Dramaten 2014 med I shall not be entirely forgotten. 
Han har även arbetat på Sveriges Radio på program som Kropp och Själ, Tendens, och Verkligheten.
2017 tilldelades han Stockholm stads kulturpris.  
Mellan åren 2020 och 2022 var han en av de konstnärliga ledarna för Scenkonstkompaniet O där han bland annat regisserade föreställningen Home Sweet Home på Kulturhuset Stadsteatern. 

## Arbeten i urval
- Svenska Tal på Fylkingen - curator. 2022
- Home, Sweet Home på Kulturhuset Stadsteatern - Regi. 2021
- 30 FPS[11] på Riksteatern, Scenkonst 21 - Regi. 2021
- Lonely Hearts Club[12] spelades i skatteskrapan av Osynliga Teatern - Regi. 2019
- Porträttet[13] för kulturhuset Stadsteatern på Mariatorget - Regi. 2019
- I was here på Färgfabriken, Regi. 2019
- Slutet[14] spelades på ahouse av Osynliga Teatern, Regi. 2018
- Det levda baklänges[15] spelades på Dramaten, CPH Stage[16], Sort/Hvid[17] samt Reykjavik City Theatre - Regi. 2016.
- We all start as strangers - En del av grupputställningen side-show på Nässjö konsthall. 2016
- Ett meningsfullt liv på Västmanlands Teater - Regi. 2015
- Hidden Echology på Färgfabriken - Koncept. 2015
- Radio Balett and the transparent Shadow på Weld -  Koncept. 2015
- Engram spelades på CPH Stage  samt på Reykjavik Arts Festival.
- Dear Stranger spelades på Färgfabriken. Koncept. 2014
- Torget spelades på Teater Moment samt på Stockholm Fria teater i Högdalen - Regi. 2014.
- I shall not be entirely forgotten spelades på Dramaten. Regi 2014.